# Greenfield Township (comté de Blair, Pennsylvanie)
Pour les articles homonymes, voir Greenfield Township.
Greenfield Township est un township, situé dans le comté de Blair, en Pennsylvanie, aux États-Unis,. En 2010, il comptait une population de 4 173 habitants.

## Démographie
Lors du recensement de 2010, le township comptait une population de 4 173 habitants. Elle est estimée, en 2019, à 4 511 habitants.

### Source de la traduction
- (en) Cet article est partiellement ou en totalité issu de l’article de Wikipédia en anglais intitulé « Greenfield Township, Blair County, Pennsylvania » (voir la liste des auteurs).